# راجر سالرنو
راجر سالرنو (انگلیسی: Roger of Salerno؛ ۱ ژانویهٔ ۱۱۰۰ – ۲۸ ژوئن ۱۱۱۹) جانشین و نایب‌السلطنه شاهزاده‌نشین انطاکیه از ۱۱۱۲ تا ۱۱۱۹ میلادی بود. وی فرزند ریچارد سالرنو و پسر عموی تانکرد، شاهزاده جلیل بود که هر دو در نخستین جنگ صلیبی شرکت کرده بودند.